# Master of Urban Design
Master of Urban Design (afkorting: MUD of MUrb) is een hbo-master in het kader van het Bachelor-Masterstelsel. De internationaal herkenbare graad geeft aan dat iemand de specialistische en beschermde opleiding tot Stedenbouwkundige heeft afgerond aan een Academie van Bouwkunst (Hogeschool).
Bachelor-masterstructuur